# Кэри, Элис
Элис Кэри (англ. Alice Cary; 26 апреля 1820, Цинциннати, Огайо — 12 февраля 1871, Нью-Йорк, Нью-Йорк) — американская поэтесса, писательница и суфражистка; старшая сестра поэтессы Фиби Кэри.

## Биография
Элис Кэри родилась 26 апреля 1820 года в городе Маунт-Гелзи близ Цинциннати в семье американского фермера. Она и ёё сестра Фиби выросли в фамильном поместье Клуэрнук в Норт-Колледж-Хилл в универсалистской семье, но сами придерживалась пресвитерианства и конгрегационализма. Всего в семье было девять детей. 

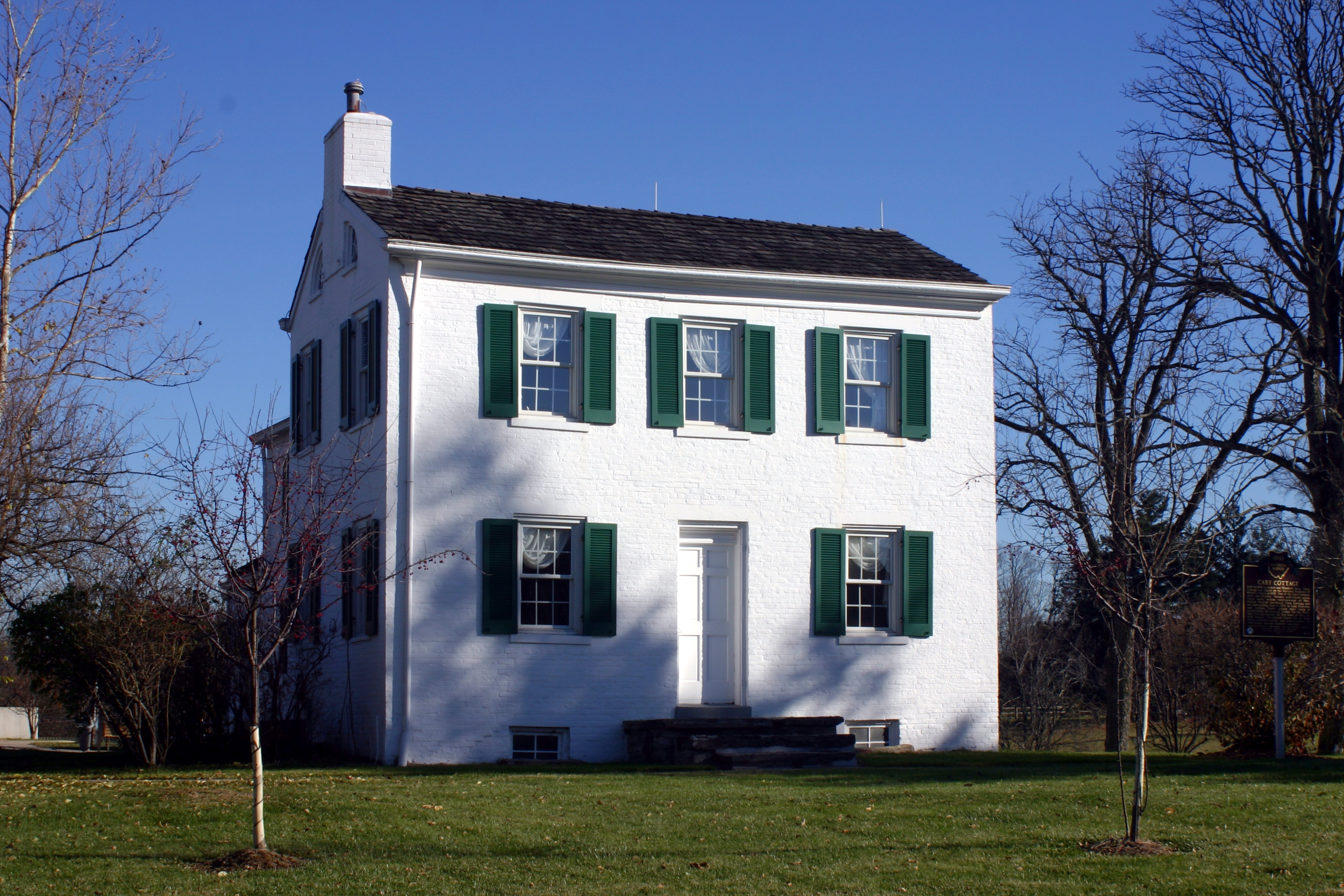
Дом семьи Кэри

Училась в школе но часто, вместе с сестрой, выполняла работу по дому и на ферме. В 1835 году умерла мать сестёр и отец женился во второй раз. Когда Алисе было 17, а Фиби 13, они начали писать стихи, которые иногда печатались в газетах. Мачеха не придерживалась их литературных стремлений, да и их самих тоже очевидно недолюбливавала. Но Элис и Фиби любили читать и изучали от корки до корки всё, что могли. Иногда им не давали свечей, но они насколько жаждали познаний, что изготовили приспособление из блюдца с салом с кусочком тряпки вместо фитиля, что было их единственным источником света после того, как остальные члены семьи уходили.

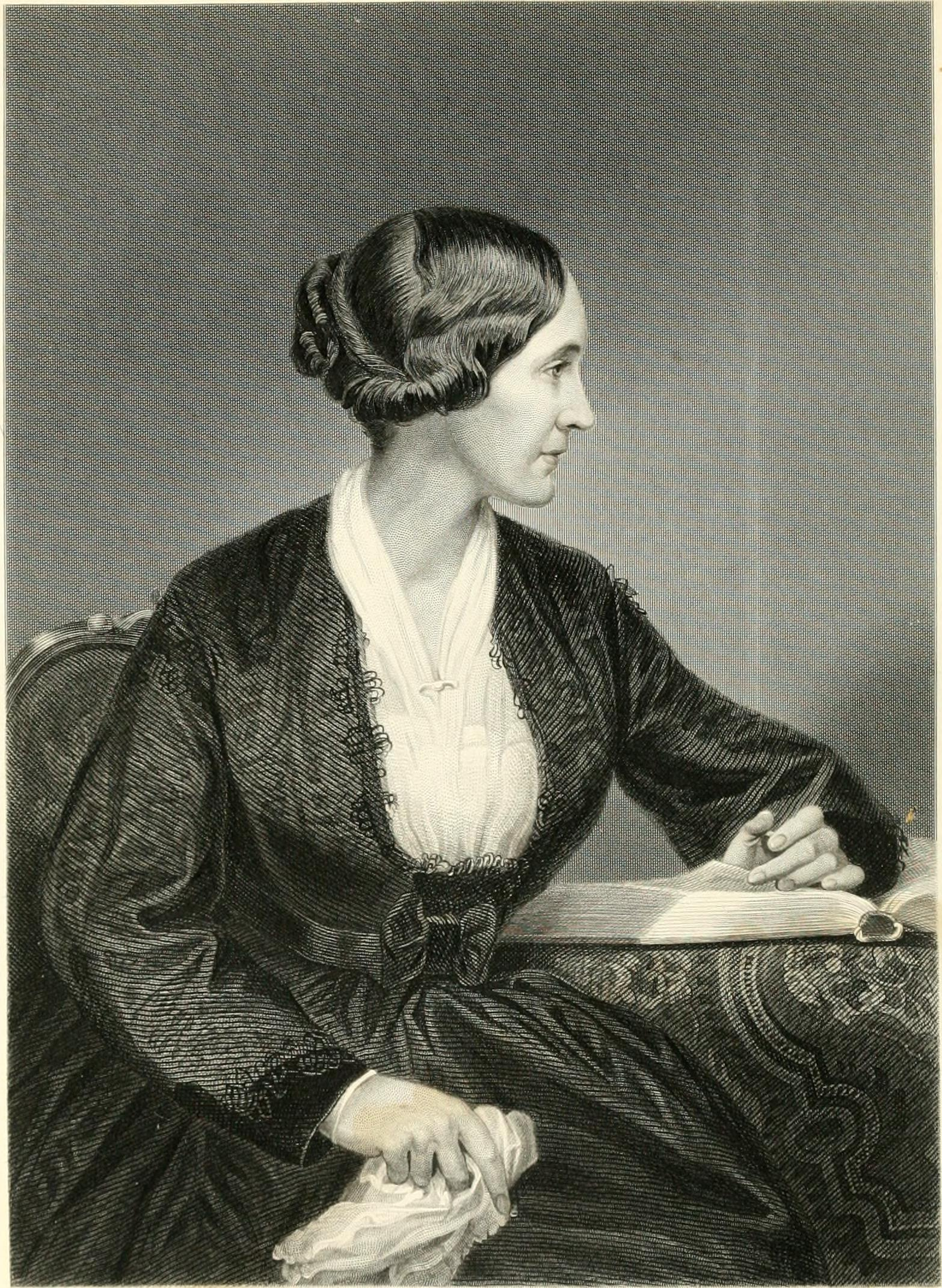
Элис Кэри

Несмотря на необычайно либеральные и несектантские взгляды, Элис всегда сохраняла сильную привязанность к церкви своих родителей и в основном принимала её доктрины. Мало заботясь о вероучениях или второстепенных вопросах, она наиболее твердо верила в человеческое братство, которому учил Иисус Христос; и в Боге, чья любящая доброта так глубока и так неизменна, что даже самый гнусный грешник, если он встанет и пойдет к Нему, его Отец увидит и пожалеет его.
Первое крупное стихотворение Элис Кэри «Дитя печали» было опубликовано в 1838 году и получило высокую оценку влиятельных критиков, включая Эдгара Аллана По, Руфуса Уилмота Гризвольда и Хораса Грили. Элис и её сестра были включены во влиятельную антологию «Поэты Америки» (англ. «The Female Poets of America»), подготовленную Руфусом Гризвольдом, который призвал издателей выпустить сборник стихов сестёр Кэри и попросил Джона Гринлифа Уиттьера написать предисловие. Уиттьер отказался, полагая, что их поэзия не нуждается в его одобрении, а также отметив общую неприязнь к предисловиям как к методу «выдать с помощью известного имени то, что иначе не прошло бы в ходу». В 1849 году издательство в Филадельфии издало книгу «Стихи Алисы и Фиби Кэри», и Гризвольд сам написал предисловие, оставив его без подписи. К весне 1850 года Алиса и Гризвольд часто переписывались в письмах, которые часто носили кокетливый характер, но эта переписка закончилась к лету того же года.

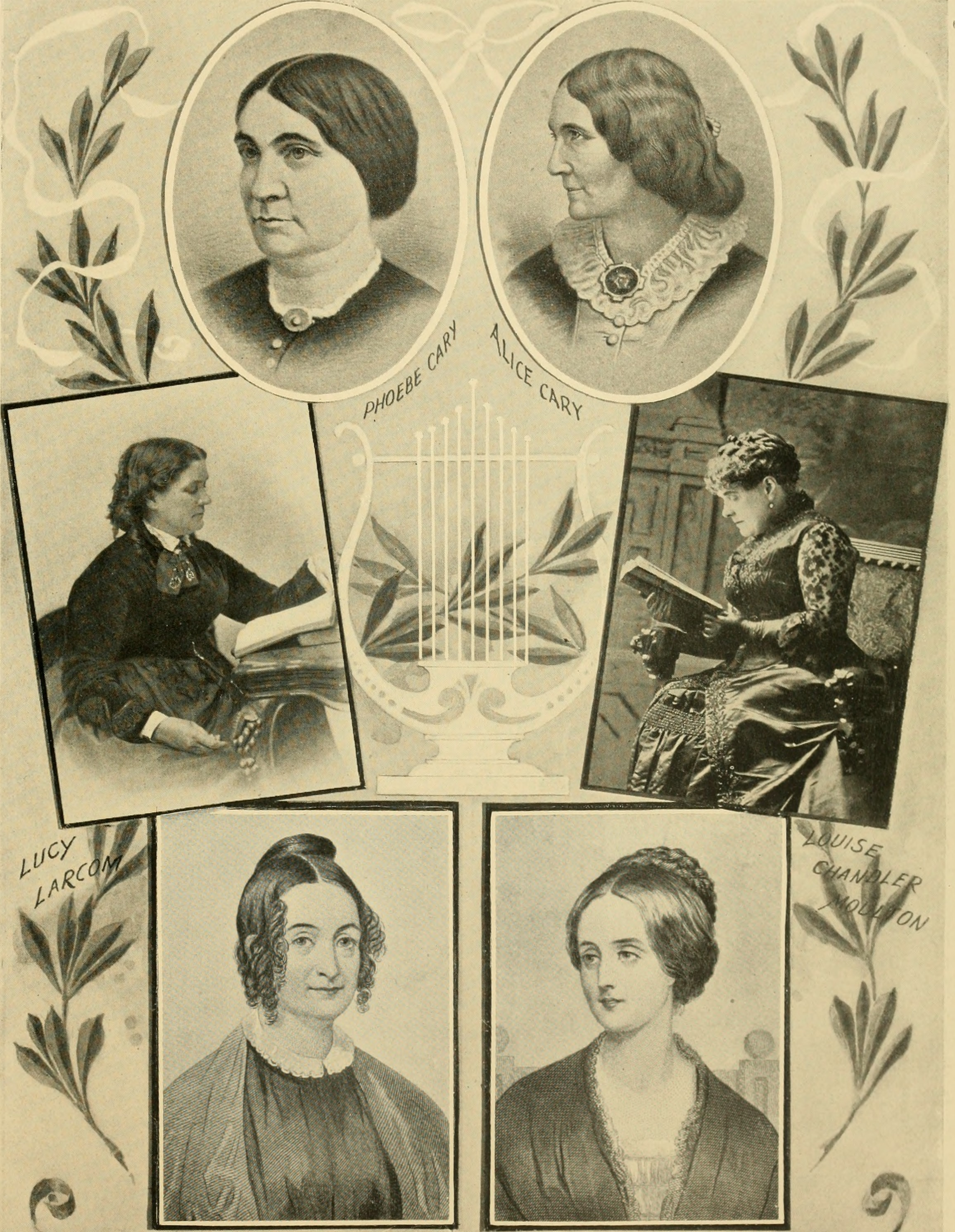
Элис и Фиби Кэри
(два верхних рисунка)

Антология сделала Элис и Фиби Кэри широко известными, и в 1850 году они переехали в Нью-Йорк, где целиком посвятили себя литературной деятельности и снискали себе большую известность. В Большом яблоке они устраивали приемы по воскресным вечерам, на которые съезжались известные деятели, включая Финеаса Тейлора Барнума, Элизабет Кэди Стэнтон, Джона Гринлифа Уиттьера, Хораса Грили, Бейярда Тейлора и его жену, Ричарда и Элизабет Стоддард, Роберта Дейла Оуэна, Оливера Джонсона, Мэри Мейпс Додж, миссис Кроли, миссис Виктор, Эдвина Х. Чапина, Генри М. Филда, Чарльза Ф. Димса, Сэмюэля Боулза, Томаса Б. Олдрича, Анну Э. Дикинсон, Джордж Рипли, мадам Ле Вер, Генри Уилсона, Джастина Маккарти. Проще сказать, что почти все известные современники сестёр Кэри, оставившие свой след в различных областях американской литературы и искусства могут быть справедливо добавлены к этому списку
Элис также написала «Clovernook Papers» и «Clovernook Children» (очерки жизни западных штатов), несколько сборников стихотворений и романы из «домашней жизни» — «Наgar», «Married not Mated» и «The Bishops Son».
Как и сестра она была суфражисткой и активно выступала за права женщин.
Элис Кэри скончалась 12 февраля 1871 года в городе Нью-Йорке от туберкулёза и была похоронена на кладбище «Грин-Вуд» в Бруклине.